# Aino Púronen
Aino Andréyevna Púronen –en ruso, Айно Андреевна Пуронен– (Tosno, 20 de enero de 1936) es una deportista soviética que compitió en ciclismo en las modalidades de ruta y pista.
Ganó cuatro medallas en el Campeonato Mundial de Ciclismo en Pista entre los años 1959 y 1966.
En pista obtuvo dos medallas de bronce en el Campeonato Mundial de Ciclismo en Pista, en los años 1964 y 1965, ambas en la prueba de persecución individual.

## Medallero internacional

### Ciclismo en ruta
| Campeonato Mundial | Campeonato Mundial         | Campeonato Mundial | Campeonato Mundial |
| Año                | Lugar                      | Medalla            | Competición        |
| ------------------ | -------------------------- | ------------------ | ------------------ |
| 1959               | Rotheux-Rimière ( Bélgica) | Medalla de plata   | Ruta               |
| 1963               | Ronse ( Bélgica)           | Medalla de bronce  | Ruta               |
| 1965               | Lasarte ( España)          | Medalla de bronce  | Ruta               |
| 1966               | Nürburgring ( RFA)         | Medalla de bronce  | Ruta               |

### Ciclismo en pista
| Campeonato Mundial | Campeonato Mundial      | Campeonato Mundial | Campeonato Mundial     |
| Año                | Lugar                   | Medalla            | Competición            |
| ------------------ | ----------------------- | ------------------ | ---------------------- |
| 1964               | París ( Francia)        | Medalla de bronce  | Persecución individual |
| 1965               | San Sebastián ( España) | Medalla de bronce  | Persecución individual |